# Gare de Kushiro (Hokkaidō)
La gare de Kushiro (釧路駅, Kushiro-eki) est une gare ferroviaire située dans la ville de Kushiro, à Hokkaidō au Japon. Elle est exploitée par la compagnie JR Hokkaido.

## Situation ferroviaire
La gare est située au point kilométrique (PK) 308,4  de la ligne principale Nemuro.

## Historique
La gare est inaugurée le 20 juillet 1901.

## Service des voyageurs

### Accueil
La gare dispose d'un bâtiment voyageurs, avec guichets, ouvert tous les jours.

### Desserte
- Ligne principale Nemuro :
  - voies 1 à 4 : direction Obihiro, Shintoku et Sapporo
  - voies 1 à 5 : direction Akkeshi et Nemuro

- Ligne principale Senmō :
  - voies 1 à 5 : direction Mashū et Abashiri